# Боторель, Эрик
Эрик Боторель (фр. Éric Bothorel) — французский политик, депутат Национального собрания Франции.

## Биография
Родился 29 октября 1966 г. в г. Пемполь (департамент Кот-д’Армор). Получил лицензию специалиста в области IT-технологий и диплом магистра по управлению качеством, работал в частных компаниях в секторе цифровых телекоммуникаций.
Политическая карьера Эрика Ботореля началась в 2011 году, когда он был избран в Генеральный совет департамента Кот-д’Армор от кантона Пемполь. В 2012 году стал заместителем кандидата, а затем депутата Национального собрания по 5-му избирательному округу Коринн Эрель. В марте 2014 года возглавил партийный список социалистов на муниципальных выборах в Пемполе, но выборы проиграл и возглавил оппозицию в городском совете.
После выдвижения Эмманюэля Макрона на пост президента Франции стал его поддерживать и вступил в его движение «Вперёд!». 6 мая 2017 года, после неожиданной смерти Коринн Эрель, он стал депутатом Национального собрания.
На выборах в Национальное собрание в 2017 году Эрик Боторель стал кандидатом президентской партии «Вперёд, Республика!» в 5-м избирательном округе департамента Кот-д’Армор и одержал победу во 2-м туре. В Национальном собрании стал членом комиссии по экономическим делам.
В мае 2018 года он внес поправку, которая позволяет пользователям свободно выбирать свой браузер и поисковую систему, а не те, которые предварительно установлены и предлагаются по умолчанию на смартфонах и планшетах, такие как Safari и Google на iPhone. В октябре 2018 года внес поправку, направленную на введение льготного тарифа в отношении внутреннего налога на конечное потребление электроэнергии (TICFE) в отношении центров обработки данных.
В марте 2019 года был назначен докладчиком по законопроекту под названием «интересы обороны и национальной безопасности эксплуатации мобильных радиосетей». Член специальной комиссии, он, вместе со своими коллегами, которых будут называть «криптодепутатами», вносит ряд поправок в рамках законопроекта «О развитии и трансформации предприятий», чтобы создать привлекательную среду для новой криптовалютной экономики.
В июне 2020 года премьер-министр Эдуар Филипп поручил ему подготовить предложения по государственной политике в отношении компьютерных данных. Он представляет свой отчет премьер-министру Жану Кастексу 23 декабря 2020 года. Входит в состав группы из двадцати депутатов, участвующих в национальных консультациях с лидерами Движения жёлтых жилетов.
На выборах в Национальное собрание в 2022 году Эрик Боторель вновь баллотировался в пятом округе департамента Кот-д’Армор от президентского большинства и сохранил мандат депутата, получив во втором туре 52,5 % голосов.

## Занимаемые должности
- 27.03.2011 — 29.03.2015 — член Генерального совета департамента Кот-д’Армор от кантона Пемполь
- с 23.03.2014 — член совета города Пемполь
- с 06.05.2017 — депутат Национального собрания Франции от 5-го избирательного округа департамента Кот-д’Армор